# Fontaines-en-Sologne
Fontaines-en-Sologne é uma comuna francesa na região administrativa do Centro, no departamento Loir-et-Cher. Estende-se por uma área de 47,27 km². Em 2010 a comuna tinha 646 habitantes (densidade: 13,7 hab./km²).